# Pachyurus
Pachyurus – rodzaj ryb z rodziny kulbinowatych (Sciaenidae).

## Klasyfikacja
Gatunki zaliczane do tego rodzaju:
- Pachyurus adspersus
- Pachyurus bonariensis
- Pachyurus calhamazon
- Pachyurus francisci
- Pachyurus gabrielensis
- Pachyurus junki
- Pachyurus paucirastrus
- Pachyurus schomburgkii
- Pachyurus squamipennis
- Pachyurus stewarti